# Metro van Lyon

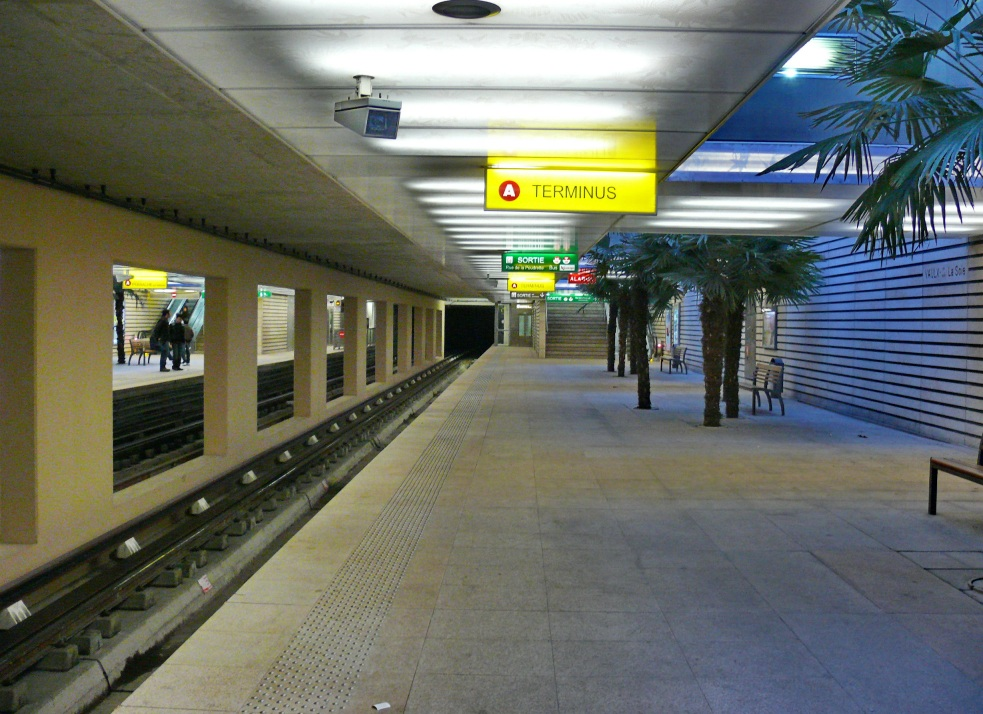
Station Vaulx-en-Velin - La Soie op lijn A

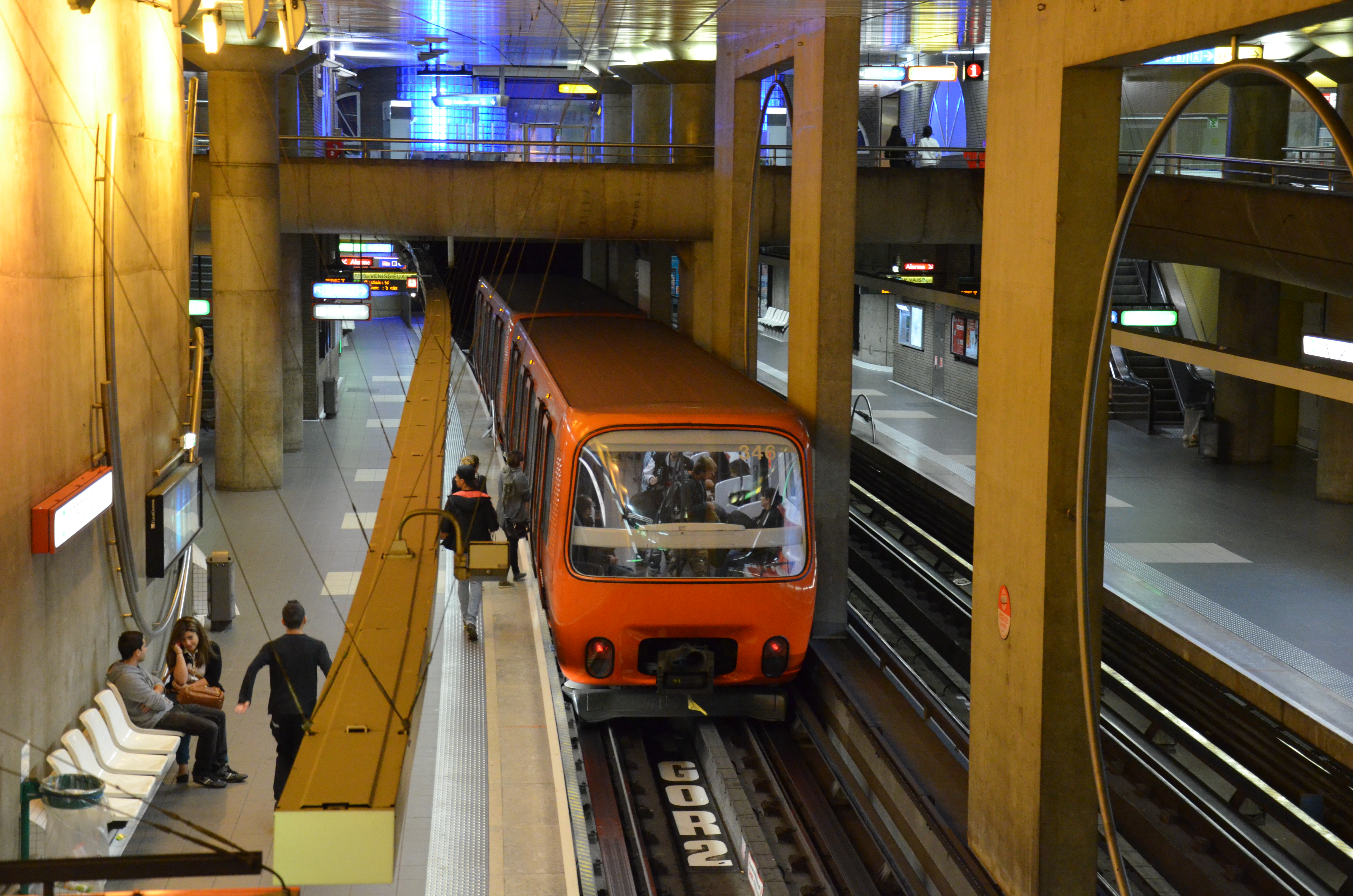
Station Gorge de Loup op lijn D

De metro van Lyon (Frans: Métro de Lyon), in Lyon, Frankrijk, is een metrostelsel dat geopend werd op 28 april 1978. Het is het belangrijkste metronetwerk van Frankrijk buiten Parijs. Het netwerk bestaat uit vier metrolijnen, aangeduid met de letters A-D, en twee kabelspoorwegen. Deze lijnen hebben gezamenlijk een lengte van 34,45 km en doen 42 stations aan.
Op een werkdag worden er 577.166 reizen met deze metro afgelegd. Het beheer van het netwerk en de exploitatie ervan liggen in handen van TCL dat eigendom is van Keolis, die dat in opdracht doet van Sytral, een overheidsinstantie. TCL is de merknaam waaronder het ov-netwerk/-bedrijf bekend is bij de reizigers.

## Geschiedenis

### Eerste ontwerpen
Al in de 19e eeuw zijn er ontwerpen gemaakt voor een metrolijn in Lyon. Het eerste ontwerp wordt gepresenteerd in 1885 door Joseph Jaubert, een weg- en waterbouwkundige. Zijn voorstel bevat drie lijnen over de kades van de Saône en de Rhône, waarover stoomtreintjes op een zeer smal spoor rijden. Na de presentatie van dit ontwerp wordt er verder niets mee gedaan.
In 1897 doet de gemeenteraad van Lyon een aanbesteding voor een ondergrondse spoorlijn van de onderkant van de hellingen van La Croix-Rousse tot Place Bellecour. Acht ontwerpen worden aangenomen. Op dit traject zal uiteindelijk een lijn geopend worden, maar aan het oppervlak.
Een project tot het bouwen van een ondergronds netwerk ziet het licht in 1900. Jean-Baptiste Carlier, een ingenieur, vraagt een concessie aan voor de bouw van een ondergronds metrosysteem. Het zou gaan om spoorwegen met een spoorwijdte van een meter, de eerste lijn van Perrache naar Place Bellecour, Place des Terreaux en La Croix-Rousse. De beklimming van La Croix-Rousse zou aan de hand van een tandradbaan gedaan worden. Later zou aan deze lijn een andere lijn van Place des Terreaux naar het spoorwegstation Brotteaux, en een lijn van Terreaux naar Vaise aan toe worden gevoegd. Ook dit plan zou nooit uitgevoerd worden.

### Huidige netwerk
In 1963 is de projectgroep opgericht die aan de basis staat van het ontwerpen en bouwen van het huidige metronetwerk. Tien jaar later, in 1973, gaat de eerste schop de grond in voor de bouw van lijnen A en B (het gedeelte tussen Charpennes en Gare Part-Dieu). Tussen zomer 1972 en december 1974 is de kabelspoorweg tussen Croix-Paquet en Croix-Rousse omgebouwd tot een tandradbaan.
Op 28 april 1978 worden lijn A en B feestelijk geopend door president Valéry Giscard d'Estaing, in aanwezigheid van premier Raymond Barre, burgemeester Francisque Collomb op het Lyonese deel van het traject en Charles Hernu, burgemeester van Villeurbanne, op het gedeelte door zijn stad. Bij die gelegenheid wordt ook de verlenging van lijn C tussen Croix-Paquet en Hôtel de Ville geopend, om een aansluiting te verzekeren naar de hellingen en het plateau van La Croix-Rousse.
Op 4 september 1991 wordt lijn D, een belangrijke oost-westverbinding, aan het netwerk toegevoegd. Dit was de eerste volautomatische conventionele metrolijn ter wereld, en daarmee een unicum. Lijn D zou uitgroeien tot de drukste metrolijn van Frankrijk buiten Parijs.
Al deze lijnen zijn door de tijd heen stukje bij beetje uitgebreid:
- Lijn B in 1981, 2000 en 2023, om het zuiden van de stad op het netwerk aan te sluiten
- Lijn C in 1984 op een voormalig spoorwegtracé om het noorden te ontsluiten. Deze verlenging is aangelegd zonder tandrad. In het station Croix-Rousse schakelen metrostellen om naar tandrad en omgekeerd.
- Lijn D in 1992 en 1997 om het noordwesten en het zuidoosten van de agglomeratie met de metro bereikbaar te maken.

## Lijnen
Op de lijnenkaart is lijn A aangegeven in het roze (op oudere kaarten in het rood), lijn B in het blauw, lijn C in oranje (op oudere kaarten geel) en lijn D in het groen.
Behalve op lijn C rijden alle metro's op rubberen luchtbanden. Lijn C maakt gebruik van een tandrad van Hôtel de Ville tot Croix-Rousse vanwege de steile helling. Vroeger was dit trajectgedeelte een kabelspoorweg en lijn C is de enige metrolijn ter wereld die gebruikmaakt van deze techniek. Voorbij Croix-Rousse wordt een voormalig spoorwegtraject gebruikt. Lijnen B en D wordt met computergestuurde metrostellen bereden. Deze metrolijn heeft echter niet de voor onbemande metro gebruikelijke treintoegangsdeuren aan de perronrand (liftprincipe).
In tegenstelling tot de andere Franse metrosystemen, rijden de treinen in Lyon op het linker spoor. Dit omdat er tijdens de ontwerpfase nog rekening werd gehouden met de mogelijkheid het metronet aan te sluiten op het spoorwegnet (treinen rijden in Frankrijk links).

### Overzichtstabel
| Lijn | Traject | Bijzonderheden                     | Materieel | Lengte  | Stations | Reizigers op een werkdag |
| ---- | --- | ---------------------------------- | --------- | ------- | -------- | ------------------------ |
| A    | Perrache <-> Vaulx-en-Velin - La Soie Lyon 2, 1, 6; Villeurbanne; Vaulx-en-Velin                                         | Bandenmetro                        | MPL 75    | 9,2 km  | 14       | 197.700                  |
| B    | Charpennes - Charles Hernu <-> Saint-Genis-Laval Hôpital Lyon Sud Villeurbanne; Lyon 6, 3, 7, Oullins, Saint-Genis-Laval | Bandenmetro                        | MPL16     | 10,2 km | 12       | 133.900                  |
| C    | Hôtel de Ville - Louis Pradel <-> Cuire Lyon, 1; 4; Caluire-et-Cuire                                                     | Deels tandradspoorweg              | MCL 80    | 2,5 km  | 5        | 26.700                   |
| D    | Gare de Vaise <-> Gare de Vénissieux Lyon, 9, 5, 2, 3, 7, 8; Vénissieux                                                  | Bandenmetro automatische besturing | MPL 85    | 12,6 km | 15       | 216.600                  |

### Tracé

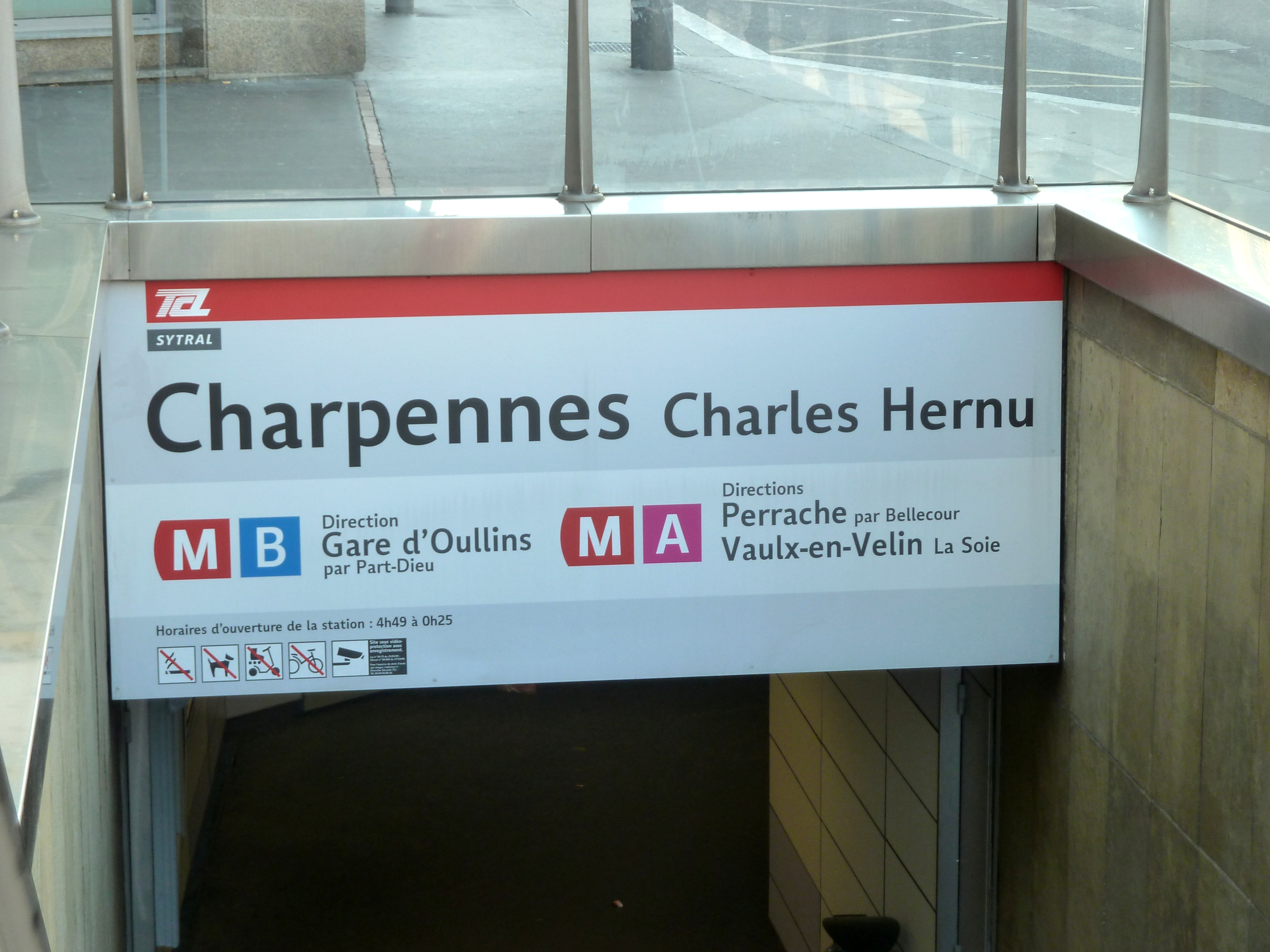
Ingang van station Charpennes - Charles Hernu

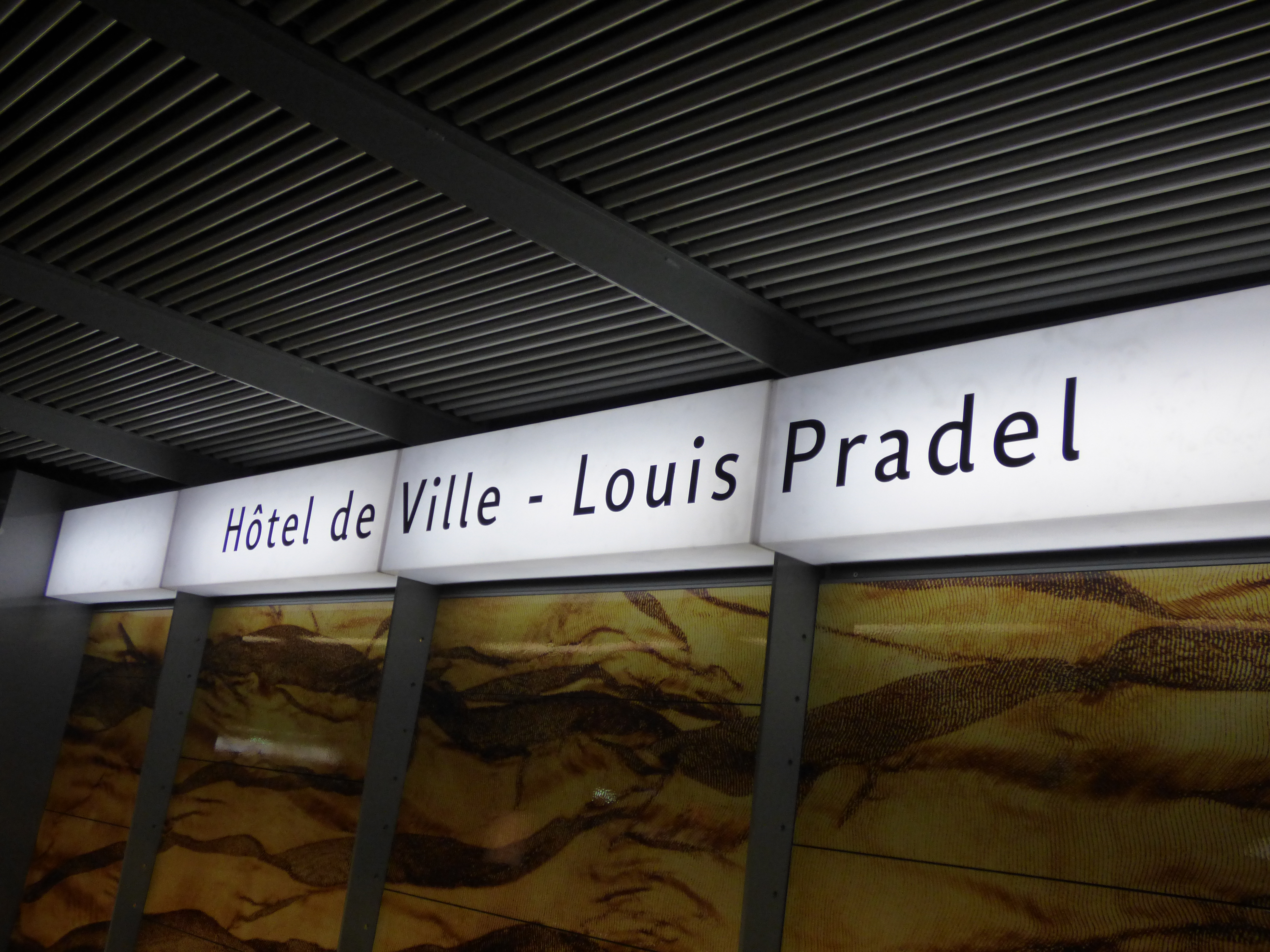
Stationsaanduiding Hôtel de Ville - Louis Pradel

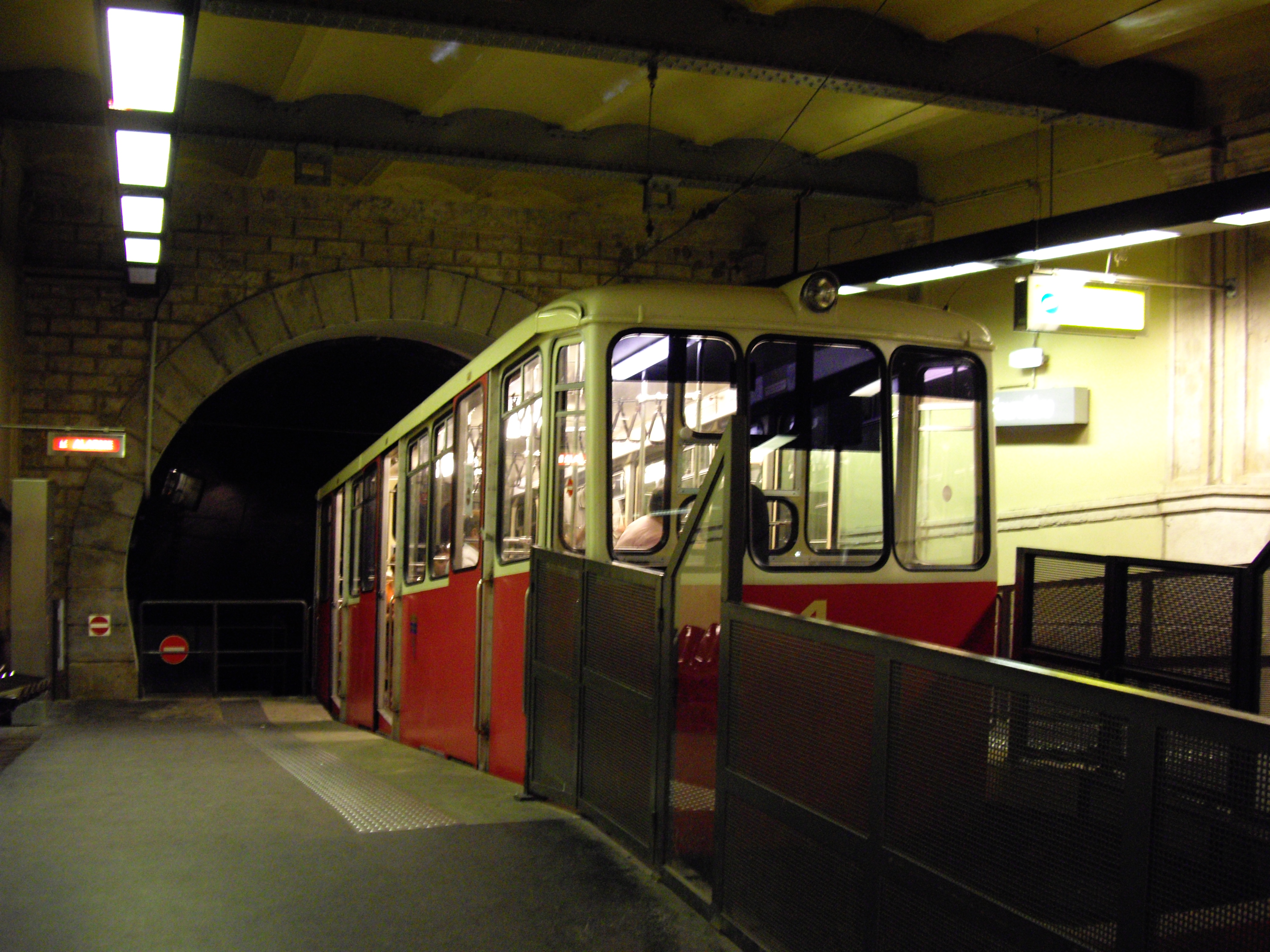
Het wagonnetje van de kabelspoorweg van Fourvière in het bovenste station

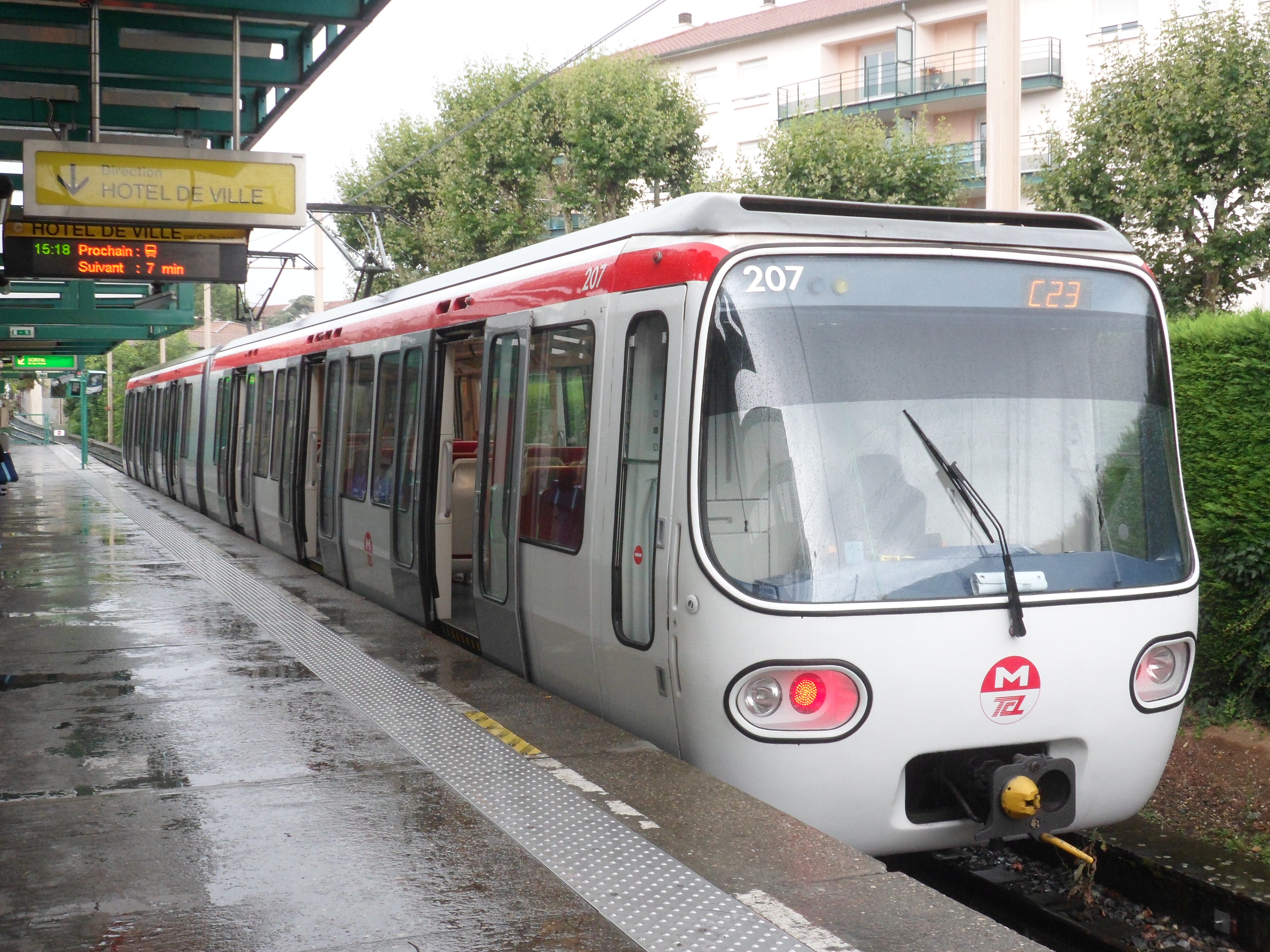
Tandradmetro lijn C, station Cuire

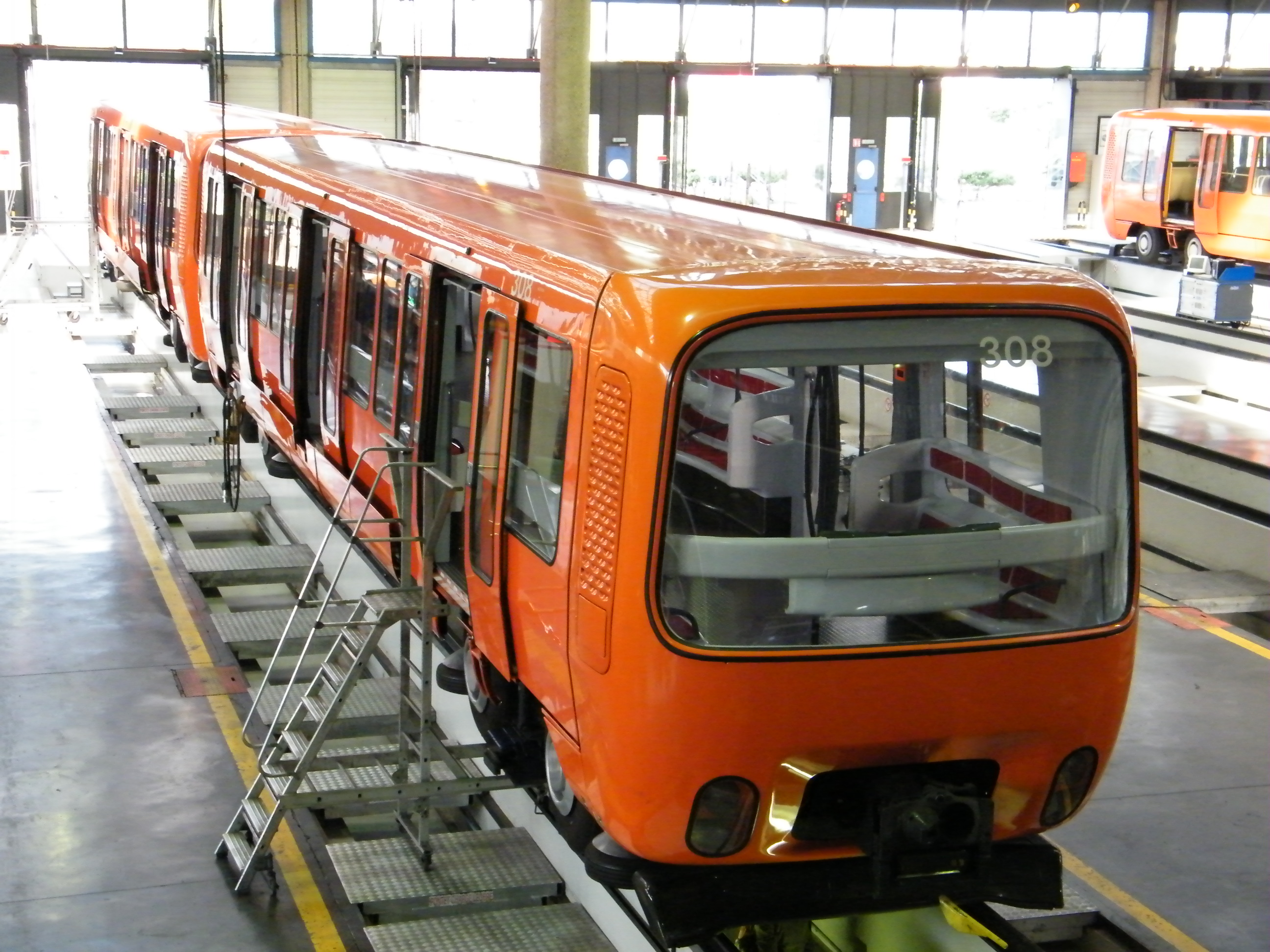
Een MPL 85 in de Ateliers de Thioley

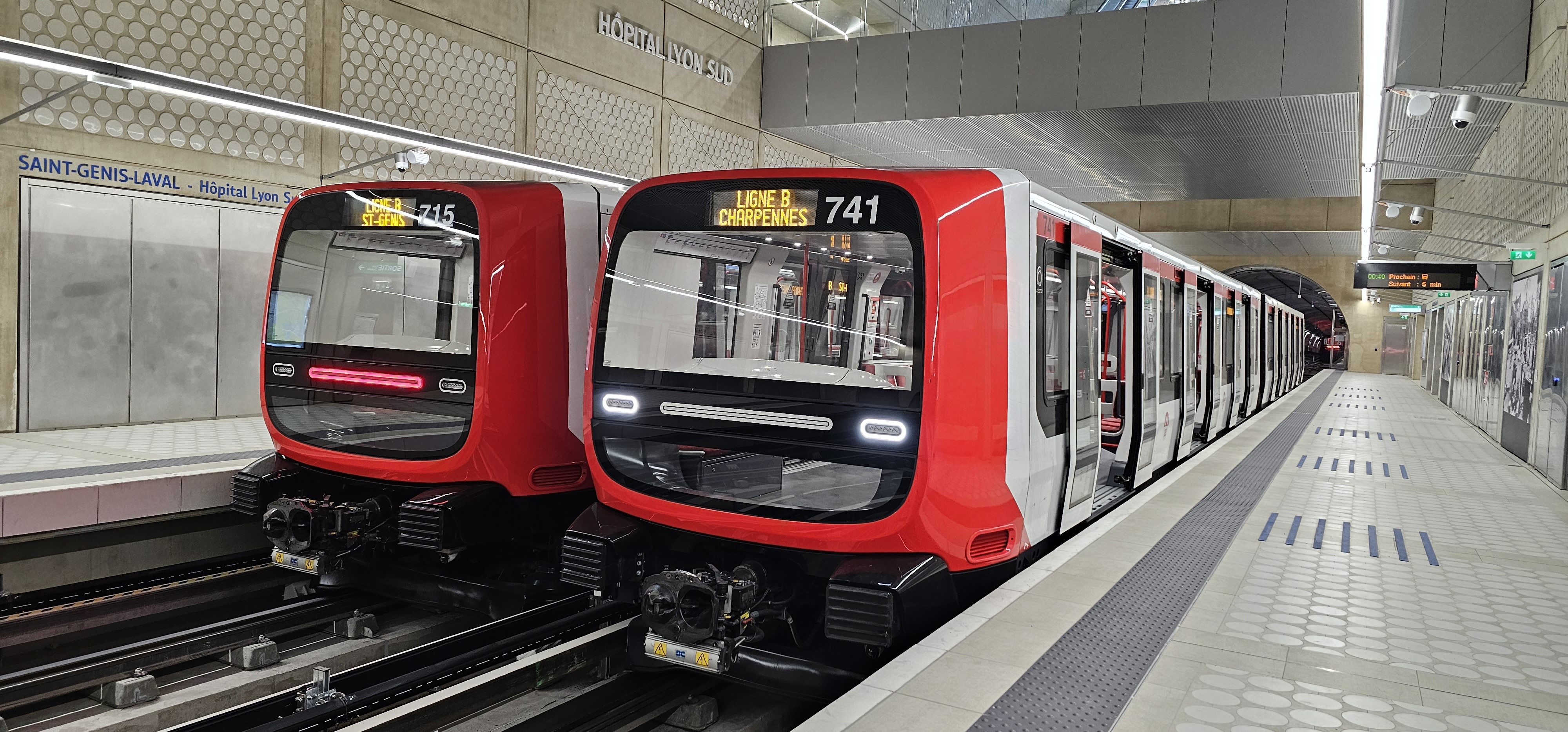
Een MPL 16 in de Saint-Genis-Laval Hôpital Lyon Sud

Het westelijke gedeelte van lijn A is een belangrijke noord-zuidverbinding door de wijk Presqu'île in het centrum van de stad. In het noorden is het vervolgens een belangrijke oost-westverbinding die de voorstad Villeurbanne en het 6e arrondissement met het centrum verbinden. Ook maakt dat gedeelte de verbinding met het noordelijke eindpunt van lijn B in Charpennes.
Lijn B op de linkeroever van de Rhône verbindt Villeurbanne met de wijken La Part-Dieu, een belangrijke zakenwijk, en Gerland, en loopt door het 6e, het 3e en het 7e arrondissement. In Charpennes en Saxe - Gambetta kan er overgestapt worden om het centrum van de stad te bereiken.
Lijn C verbindt het noorden van het Presqu'île met de hellingen en het plateau van de heuvel La Croix-Rousse en de gelijknamige wijk.
Lijn D ten slotte verbindt de wijk Vaise in het 9e arrondissement in het uiterste noordwesten van de stad, met de voorstad Vénissieux in het zuidoosten. Deze lijn loopt onder de Fourvière, Vieux Lyon, Presqu'île, het zuiden van het 3e arrondissement en het 7e en 8e arrondissement door en vormt hiermee een belangrijke oost-westverbinding in de stad. In Bellecour kan er overgestapt worden op lijn A, in Saxe - Gambetta op lijn B. Nabij dat laatste station is er bovendien een spooraansluiting tussen lijn D en B, zodat alle lijnen met bandenmetro's op elkaar aangesloten zijn.
Naast de conventionele lijnen horen formeel ook de twee kabelspoorwegen op de Fourvière bij het metrosysteem. Deze verbinden het station Vieux Lyon met de bovenkant van de Fourvière. Een van beide pendelt op en neer naar de wijk Saint-Just, de ander is meer voor toeristische doeleinden en gaat naar de basiliek Notre-Dame de Fourvière.

### Overstappen en aansluitingen
Lyon heeft een dicht openbaar vervoersnetwerk. Op verschillende plekken in de stad kan er overgestapt worden op het tramnetwerk, de stadsbus en de trolleybus.
Aan de uiteinden van lijn D, en het oostelijke einde van lijn A (bij de stations Laurent Bonnevay - Astroballe en Vaulx-en-Velin - La Soie) bevinden zich belangrijke P+R voorzieningen en busstations. Bij de stations Gare de Vaise, Gorge de Loup en Gare de Vénissieux op lijn D is er naast deze voorzieningen de mogelijkheid om over te stappen op lokale en regionale treinen. Dat kan overigens ook bij Jean Macé.
De belangrijkste aansluitingen op het spoorwegnet van de SNCF, de Franse spoorwegen, zijn echter bij de metrostations Gare Part-Dieu - Vivier Merle en Perrache. Daar kan overgestapt worden op zowel regionaal verkeer als langeafstandsverkeer. Het station Lyon-Part-Dieu ligt aan de belangrijkste hogesnelheidslijn van Frankrijk, die Parijs met Marseille verbindt. In het multimodale verkeersknooppunt Perrache bevindt zich ook het internationale busstation, waar onder anderen de bussen van Eurolines stoppen.

### Depots en werkplaatsen
De metrostellen MPL 75 die zowel op lijn A als B rijden worden onderhouden en geparkeerd in de Ateliers de la Poudrette, nabij het eindstation Vaulx-en-Velin - La Soie in de voorstad Vaulx-en-Velin. Het depot van lijn C bevindt zich bij het station Hénon en heeft dezelfde naam, de MPL 85 van lijn D wordt onderhouden en gestald in de Ateliers du Thioley, in de voorstad Vénissieux, nabij het station Gare de Vénissieux.

## Materieel
Alle metrostellen in Lyon zijn vervaardigd door Alstom. Een van de belangrijkste karakteristieken van lijnen A, B en D zijn dat er bandenmetro's rijden. Op lijn A en B wordt daarvoor het metromodel MPL 75 gebruikt. Deze zijn wit met een rode streep net onder de dakrand. Op lijn D rijden de typische oranje MPL 85, die ook als karakteristiek heeft dat hij volautomatisch rijdt. Op lijn C rijdt een tandradtrein, van het model MCL 80. Dit is een unicum in de wereld: nergens anders zijn metrostellen uitgerust met een tandrad om steile hellingen te kunnen slechten.

## Exploitatie
Het metronetwerk in Lyon wordt uitgebaat door TCL, het openbaar vervoersbedrijf van de stad. TCL is eigendom van Keolis, die de concessie gekregen heeft van Sytral, een overheidsinstantie. TCL is overigens ook verantwoordelijk voor al het andere openbare vervoer in de agglomeratie, op de Rhônexpress, de sneltram naar het vliegveld, na.

### Reizigersaantallen
De metro is verreweg het belangrijkste netwerk binnen het openbaar vervoer in Lyon. In 2008 werden er op een werkdag gemiddeld 577.160 reizen afgelegd in de metro. Lijn D is met 216.600 reizen de belangrijkste lijn. Het is bovendien de belangrijkste lijn van Frankrijk buiten Parijs. In lijn A werden 197.700 reizen afgelegd, in lijn B 124.900. Lijn C naar La Croix-Rousse werd 26.700 keer per dag gebruikt en de beide funiculaires 11.266 maal. De metro heeft hiermee een aandeel van 46,7% in het aantal reizen.

### Tarificatie
Op het gehele netwerk is een enkel tarief van toepassing, dat ook geldig is op andere vervoermiddelen in de stad.

## Toekomstplannen
Er zijn plannen om metrolijn B te verlengen tot de ziekenhuizen in Pôle hospitalier Lyon-Sud.
Er waren plannen voor uitbreidingen.
- een verlenging van lijn A ten oosten van Vaulx-en-Velin - La Soie naar Meyzieu
- een verlenging van lijn B ten noorden van Charpennes - Charles Hernu naar Rillieux via Caluire
- een verlenging van lijn D ten noordwesten van Station Lyon-Vaise tot La Duchère
- een nieuwe lijn E tussen Alaï en Lyon-Part-Dieu, via Bellecour.

In maart 2022, na de coronapandemie, heeft Sytral beslist dat de metro-uitbreidingen er niet komen en dat geïnvesteerd wordt in halfondergrondse expres-tramlijnen.